# Criquebeuf-en-Caux
Criquebeuf-en-Caux település Franciaországban, Seine-Maritime megyében. Lakosainak száma 404 fő (2022. január 1.). Criquebeuf-en-Caux Saint-Léonard és Yport községekkel határos.

## Népesség
A település népességének változása:
| Lakosok száma | 347  | 371  | 390  | 404  | 404  | 402  | 402  | 403  | 404  |
|               | 2013 | 2015 | 2016 | 2017 | 2018 | 2019 | 2020 | 2021 | 2022 |